# Vizir (Antigo Egito)

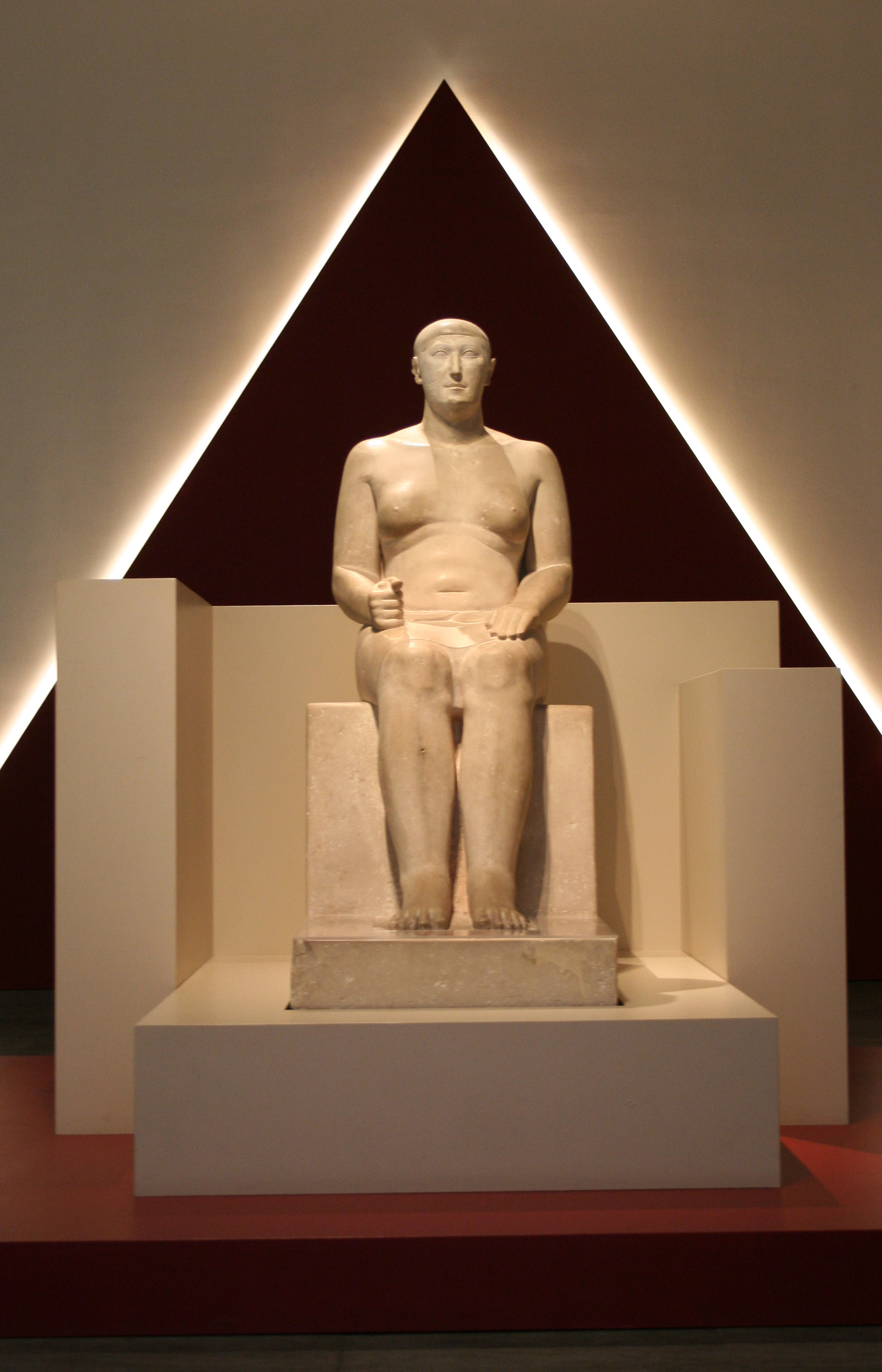
Estátua de Hemiunu, vizir e designer da pirâmide de Quéops, no Roemer-und Pelizaeus-Museum Hildesheim, Alemanha. Seus pés repousam sobre colunas de hieróglifos, pintados em amarelo, vermelho, marrom e preto.

O vizir era o mais alto funcionário do Antigo Egito para servir ao faraó durante o Reino Antigo, Reino Médio e Reino Novo. O termo vizir é a interpretação geralmente aceita do antigo egípcio tjati, entre os egiptólogos. O texto Instruções de Requemiré (Instalação do Vizier), um texto do Novo Reino, define muitos dos deveres do "tjati" e estabelece códigos de comportamento. Os vizires eram frequentemente designados pelo faraó.
Depois da VI dinastia egípcia, o poder do vizir passou a ser nominal e só foi restaurado no Médio Império; em certas épocas, houve dois vizires, um responsável pelo Alto Egito e outro, pelo Baixo Egito.

## Responsabilidades
Os vizires eram nomeados pelos faraós e muitas vezes pertenciam à família de um faraó. O principal dever do vizir era supervisionar o funcionamento do país, muito parecido com um primeiro ministro. Às vezes, isso incluía pequenos detalhes, como amostragem do abastecimento de água da cidade. Todos os outros supervisores e funcionários de menor importância, como os coletores de impostos e os escrivães, reportavam ao vizir. O Judiciário fazia parte da administração civil, e o vizir também se sentava no Supremo Tribunal. A qualquer momento, o faraó poderia exercer seu próprio controle sobre qualquer aspecto do governo, sobrepondo-se às decisões do vizir. O vizir também supervisionava a segurança do faraó e do palácio, supervisionando as idas e vindas dos visitantes do palácio.. Os vizires muitas vezes agiam como portador do selo do faraó além de registrar o comércio. A partir da Quinta Dinastia, os vizires eram o mais alto funcionário burocrático civil, tinham a suprema responsabilidade pela administração do palácio e do governo, incluindo jurisdição, escribas, arquivos estatais, celeiros centrais, tesouro, armazenamento de produtos excedentes e sua redistribuição e supervisão de projetos de construção, como da pirâmide real.No Reino Novo, havia dois vizires, um para o Alto Egito e outro para o Baixo Egito.

## Instalação do vizir
De acordo com a "Instalação do Vizir", um documento do Novo Reino descrevendo o ofício do vizir, havia certos traços e comportamentos que eram exigidos de um vizir:
- Agir pela lei
- Ser justo
- Não agir deliberadamente ou de forma obstinada